# Рибний пиріг
Ри́бний пирі́г, відомий також як риба́цький пирі́г — традиційна британська страва. Пиріг зазвичай готують з білої, часто копченої риби (наприклад, тріски, пікші або палтуса) у бешамелі або сирному чедровому соусі, виготовленому з використанням молока, в якому риба пашотується. Креветки та зварені круто яйця — інші поширені додаткові інгредієнти. Іноді до соусу додають петрушку або цибулю. Його запікають у глибокій тарілці, але зазвичай без використання пісочного тіста або оболонки з листкового тіста, які зазвичай використовують для приготування більшості солоних пирогів (наприклад, стейково-ниркового пирога).
Замість кондитерської оболонки, що огортає пиріг, для покриття риби під час випікання використовується заливка з картопляного пюре (іноді з додаванням сиру або овочів, таких як цибуля та порей). Іноді страву називають «рибацьким пирогом», оскільки начинка схожа на начинку з вівчарського пирога, в якому також використовується картопляне пюре.

## Королівський рибний пиріг
Королівська традиція споживання морепродуктів в Англії започаткована за часів Генріха I, коронованого в 1100 році, коли кулінари робили скоринку із міног на щорічному різдвяному пирозі. Окрема традиція пісного рибного пирога вимагала від ярмутських кухарів відправити королю двох десятків пирогів, що містять 100 оселедців. Звичайні подарунки запеченої в скоринці риби переважали в 1530 році, коли пріор Ллантоні, Глостер, запікав вугрів і коропів у пирогах для Генріха VIII. Презентація королівського пирога з вуграми продовжилася в 1752 році, коли пекарі відправляли пиріг принцу Вельському і знову продовжилася під час правління королеви Вікторії.

## Галерея

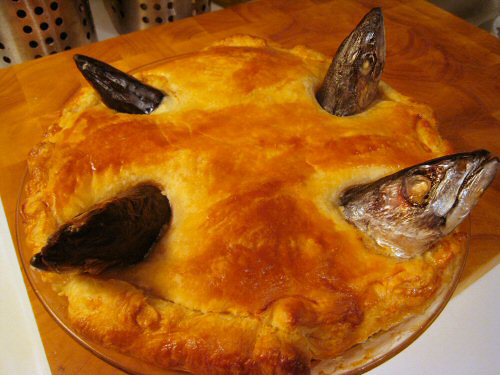
Пиріг «Зоргазі»[en] — це традиційний корнуольський пиріг, що готується з виступаючими крізь скоринку головками сардин.
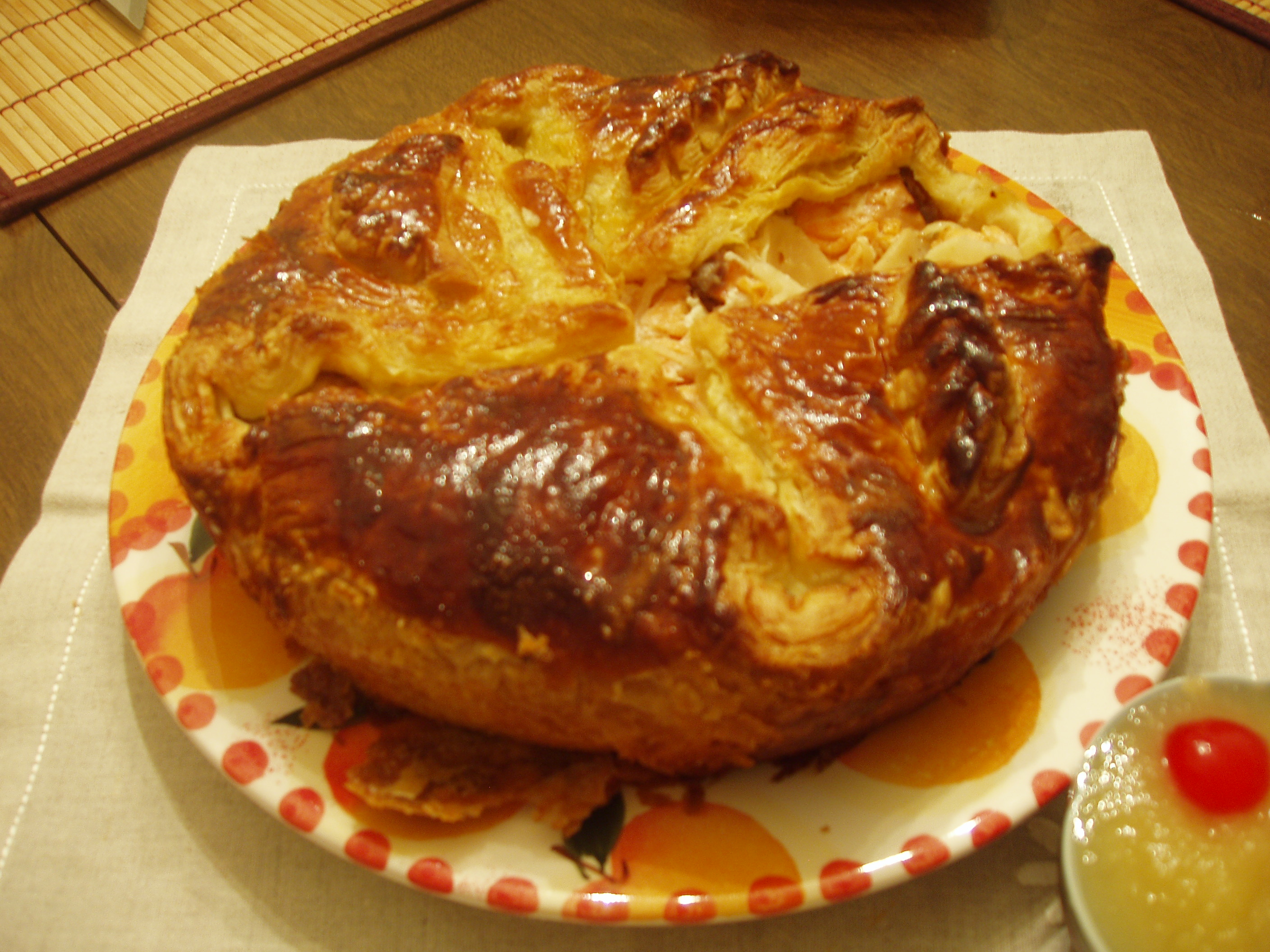
Пиріжки з рибою також популярні в деяких районах Росії.
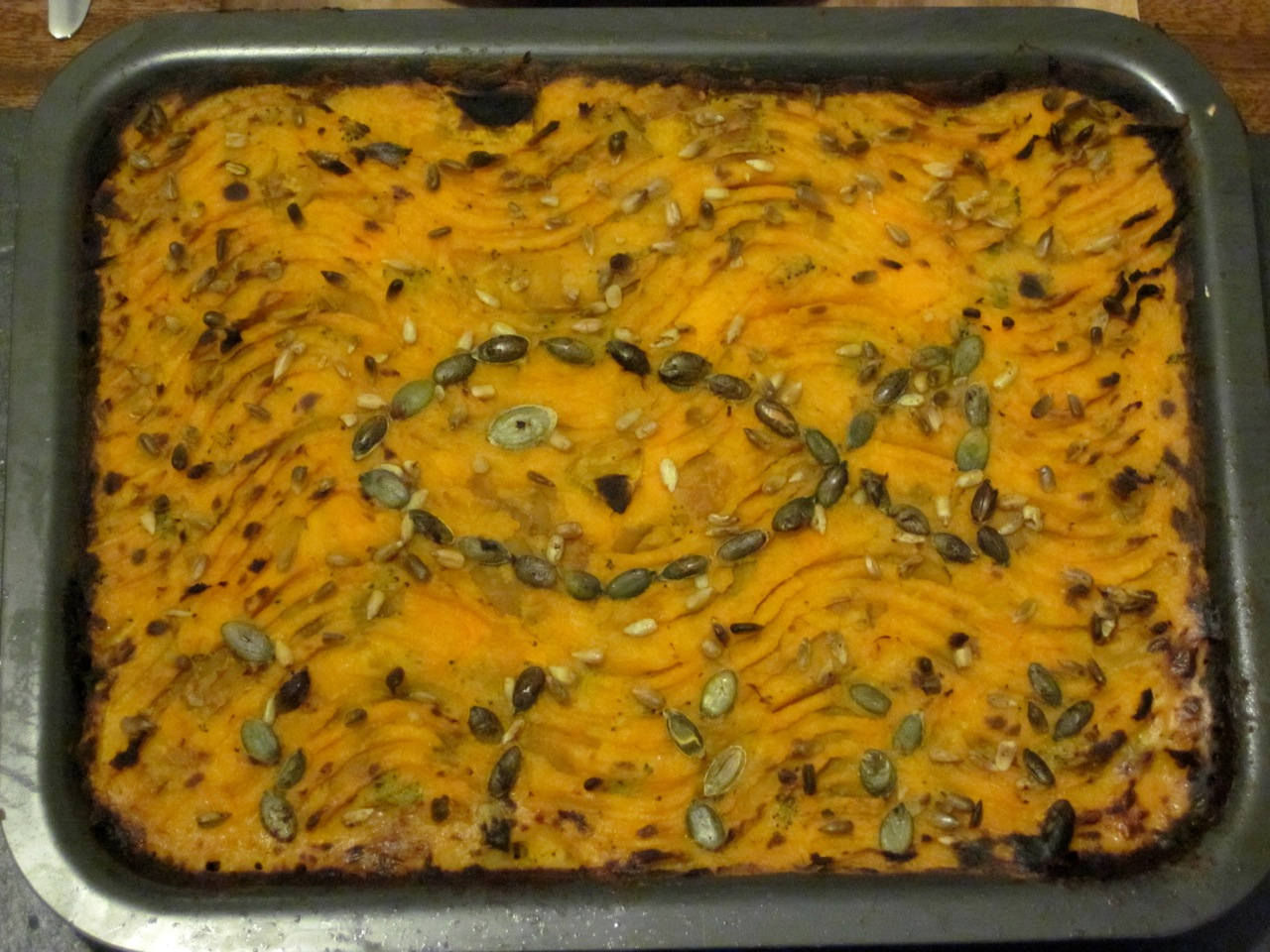
Рибний пиріг із солодким картопляним топінгом.